# Gille Críst (comte de Menteith)
Gille Críst est le premier Mormaer (en Écosse, titre porté par un dirigeant régional ou provincial, équivalent au Latin comes, au Français comte et à l' anglais earl) de Menteith. Il est cependant peu probable qu'il soit vraiment le premier mormaer.

## Contexte
Il apparaît dans une charte du roi Máel Coluim IV, datée de 1164, concernant la restauration du prieuré de Scone, qui venait d'être détruit par un incendie. On le trouve de nouveau dans une charte du roi Guillaume le Lion, datée de 1175/1178, comme témoin d'une donation de privilège au burgh de Glasgow nouvellement établi. Gille Críst doit mourir vers 1189/1198, lorsque Muireadhach Mór apparaît pour la première fois comme comte de Menteith.

## Postérité
Gille Críst est en effet le père de deux fils homonymes, Muireadhach Mór et Muireadhach Óg. Il a également une fille nommée Éua, qui épouse le comte de Lennox Ailín ou Alwyn II dit le Jeune.

## Source de la traduction
- (en) Cet article est partiellement ou en totalité issu de l’article de Wikipédia en anglais intitulé « Gille Críst, Earl of Menteith » (voir la liste des auteurs).